# See the light (Lana Wolf)
See the light is een single van Lana Wolf uit 2010. Het was haar eerste hitsingle.
Na Letting go is dit het tweede lied van haar album Something about Lana dat ze op een single uitbracht. Het werd geproduceerd door het Amerikaanse duo Camus Celli en Paul Conte. Hierna duurde het enkele jaren voordat ze met de opvolger kwam, Willin', een nummer dat ze van haar countryalbum Nashville (2014) haalde. Dit album werd eveneens in de VS geproduceerd, namelijk in Nashville..
Wolf had Celli speciaal opgezocht nadat ze muziek van Gavin DeGraw op de radio had gehoord. Celli en Conte is een schrijversduo dat voor DeGraw, maar ook voor andere bekende artiesten hebben geproduceerd, onder wie Tina Turner en Chaka Khan. Nadat Wolf DeGraw hoorde besloot ze dat haar volgende cd net zo zou moeten klinken. Het lied werd ook door het duo geschreven en gecomponeerd.
De songtekst beschrijft een vrouw die een leven leidt zonder dat ze er nog de controle over heeft. Ze geeft veel geld uit, maar komt erachter dat dit niet de zin van het leven kan zijn. Ze ziet het licht en begrijpt welke richting ze op wil.

## Hitnoteringen
| Nederlandse Single Top 100: 28-08 t/m 02-10-2010 | Nederlandse Single Top 100: 28-08 t/m 02-10-2010 | Nederlandse Single Top 100: 28-08 t/m 02-10-2010 | Nederlandse Single Top 100: 28-08 t/m 02-10-2010 | Nederlandse Single Top 100: 28-08 t/m 02-10-2010 | Nederlandse Single Top 100: 28-08 t/m 02-10-2010 | Nederlandse Single Top 100: 28-08 t/m 02-10-2010 | Nederlandse Single Top 100: 28-08 t/m 02-10-2010 |
| Week:                                            | 1                                                | 2                                                | 3                                                | 4                                                | 5                                                | 6                                                |                                                  |
| ------------------------------------------------ | ------------------------------------------------ | ------------------------------------------------ | ------------------------------------------------ | ------------------------------------------------ | ------------------------------------------------ | ------------------------------------------------ | ------------------------------------------------ |
| Positie:                                         | 45                                               | 51                                               | 62                                               | 48                                               | 42                                               | 34                                               | uit                                              |